# 韓國大邱華僑中學
韓國大邱華僑中學（韓語：한국대구화교중고등학교），是一所位於韓國大邱廣域市南區的中華民國（台灣）的華人國際學校，提供給國中和高中學生的教育服務。該校於1958年9月1日正式開學。

## 外部連結
- 韓國大邱華僑中學 （页面存档备份，存于） （韓語）